# Ectopogramma kalligrammoides
Ectopogramma kalligrammoides  (лат.) — вид ископаемых муравьельвов из отряда сетчатокрылые насекомые (семейство Aetheogrammatidae). Юрский период. Китай. Единственный вид рода Ectopogramma и подсемейства Ectopogrammatinae.

## Описание
Отпечатки крыльев были обнаружены в юрских отложениях на востоке Внутренней Монголии (северная часть Китая, Daohugou; Jiulongshan Formation). Сравнительно крупные насекомые, размах крыльев около 9 см. Крылья овальные, с округлыми вершинами, без пятен. Птеростигмы нет.

## Систематика
Отнесены к семейству Aetheogrammatidae (с единственным ископаемым видом Aetheogramma speciosa), в составе которого выделены в отдельное подсемейство Ectopogrammatinae. В последнее авторы описания включают также и род Kalligrammina Panfilov в качестве incertae sedis.

## Этимология
Видовое название E. kalligrammoides дано по имени близкого таксона Kalligrammatidae, с которым у него обнаружены сходные плезиоморфные признаки (экстремальное жилкование крыльев). Вид был описан американским палеонтологом Майклом Энджелом (Michael S. Engel; Division of Entomology (Paleoentomology), Natural History Museum, and Department of Ecology & Evolutionary Biology, University of Kansas, Lawrence, Канзас) и китайскими энтомологами Д. Хуаном и Ц. Линем (Diying Huang, Qibin Lin; Nanjing Institute of Geology and Palaeontology, Chinese Academy of Sciences, Nanjing).